# Ephesia luctuosa
Ephesia luctuosa är en fjärilsart som beskrevs av Otto Staudinger 1901. Ephesia luctuosa ingår i släktet Ephesia och familjen nattflyn. Inga underarter finns listade i Catalogue of Life.